# Queizán (Corgo)
Queizán (llamada oficialmente Santa María de Queizán) es una parroquia española del municipio de Corgo, en la provincia de Lugo, Galicia.

## Organización territorial
La parroquia está formada por siete entidades de población:
- Arroxos
- Caxín
- Granda (A Granda)
- Os Muíños
- Queizán de Abaixo
- Queizán de Arriba
- Ramos

## Demografía
| Gráfica de evolución demográfica de Queizán entre 2000 y 2019 |
|                                                               |
| Datos según el nomenclátor publicado por el INE.              |